# Аудал
Аудал (на сомалийски: Awdal) е един от шестте региона в Сомалиленд. Столицата ѝ е град Борама. Граничи с Етиопия и Джибути. Населението му е 673 263 жители (по приблизителна оценка от януари 2014 г.).
Аудал носи името си от империята Аудал Султан от 16 век. Районът Аудал е относително охолен, съпоставяйки възприемането на Рогова Африка. Аудал се състои от четири района:
- Баки
- Борама
- Лугхая
- Сайлак
- Дила